# Circolo Canottieri Napoli
El Circolo Canottieri Napoli és un club poliesportiu italià de la ciutat de Nàpols, a la Campània.
Fundat el 1914, actualment, amb més d'un miler de membres a les seves files, alberga diversos esports olímpics com ara la navegació a vela, natació, waterpolo, tennis o triatló, entre d'altres.

## Palmarès en waterpolo
- Lliga de Campions
  - Campions (1): 1977-78
  - Finalistes (1): 1990-91
- Supercopa d'Europa
  - Finalistes (1): 1978
- Campionat italià: 
  - Campions (8): 1950-51, 1957–58, 1962–63, 1972–73, 1974–75, 1976–77, 1978–79, 1989-90
- Copa italiana: 
  - Campions (1): 1969-70